# Arthoniomycetes
Arthoniomycetes é uma classe de fungos ascomicetes. Inclui uma única ordem, Arthoniales. A maioria dos taxa desta classe são líquenes tropicais e subtropicais.

## Sistemática
A análise filogenética apoia a monofilia desta classe. Dothideomycetes é um grupo-irmão.

## Caraterísticas
As espécies desta classe têm apotécios, ascomas em forma de pires ou taça nos quais o himénio é exposto quando atinge a maturidade. Estes apotécios são bitunicados - com paredes interiores e exteriores claramente diferenciadas.